# Helmut A. Müller (Pfarrer)
Helmut A. Müller (* 9. Januar 1949 in Nordheim) ist ein evangelischer Pfarrer und Ausstellungsmacher. Von 1987 bis 2014 war er Leiter des Evangelischen Bildungszentrums Hospitalhof Stuttgart.

## Leben und Werk
Nach dem Abitur im Jahr 1967 studierte Helmut A. Müller von 1968 bis 1973 Evangelische Theologie in Tübingen und Mainz und daneben Philosophie, Psychologie und Soziologie. Während seiner Tätigkeit als Pfarrer an der Stiftskirche in Backnang kuratierte er ab 1978 erste Ausstellungen und baute im Rems-Murr-Kreis einen Gesprächskreis für die Begegnung von Kunst und Kirche auf. 1987 wechselte Müller als Pfarrer an die Hospitalkirche Stuttgart und übernahm dort parallel dazu die Leitung des evangelischen Bildungszentrums Hospitalhof Stuttgart. 
Seit 1987 veranstaltete Helmut A. Müller jährlich fünf Ausstellungen im Hospitalhof und in der Hospitalkirche Stuttgart. Die von ihm ins Leben gerufene bundesweite Initiative Kunst und Kirche mündete 1992 in die Gründung der internationalen Gesellschaft für Gegenwartskunst und Kirche ein, deren Gründungspräsident und Präsident er bis 2012 war. Zudem war Müller zwischen 1996 und 2012 verantwortlicher Herausgeber der Mitteilungen der Gesellschaft für Gegenwartskunst und Kirche Artheon.
In der gesamten Zeit engagierte sich Helmut A. Müller vielfach als Mitglied verschiedener Gremien für „Kirche und Kultur“ und veröffentlichte als Autor und Herausgeber zahlreiche Bücher, unter anderem zu Gegenwartskunst und zu grenzüberschreitenden Fragen von Glaube und Naturwissenschaft.
Ende Februar 2014 wurde er in den Ruhestand verabschiedet. Seither lebt er in Nordheim bei Heilbronn und zeigt in der "Nordheimer Scheune" in jährlich drei Ausstellungen insbesondere avancierte junge Kunst. Daneben veröffentlicht er auf der Rezensionen-Seite seiner Homepage Rezensionen; regelmäßige Buchbesprechungen von Neuerscheinungen unter anderem aus den Bereichen Kunst, Kultur, Religion, Psychologie und Gesundheit.
Am 29. März 2019 wurde Müller mit der Brenz-Medaille in Silber für seinen Verdienst im Dialog zwischen Kirche und Kunst ausgezeichnet. Prälatin Gabriele Arnold, Vorsitzende der landeskirchlichen Stiftung Kirche und Kunst, übergab sie Müller im Auftrag des Landesbischofs.

## Ehrung
- 1992: Träger des Atlantis-Kunstpreises
- 2019: Silberne Brenz-Medaille der Evangelischen Landeskirche in Württemberg „Für das Gespräch zwischen Kunst und Kirche“

## Mitgliedschaften
- 1993–2005 Mitglied des Arbeitsausschusses des Evangelischen Kirchbautags
- seit 1993 Mitglied im Beirat des Vereins für Kirche und Kunst in der Evangelischen Landeskirche in Württemberg
- 1994–2009 Mitglied im Kulturausschuss der Stadt Stuttgart
- 1994–1999 Mitglied im Arbeitsausschuss „Kultur“ des Deutschen Evangelischen Kirchentages
- 2001 Initiator der Stiftung Hospitalhof Stuttgart und Mitglied im Vorstand und Beirat der Stiftung
- 2009–2014 Mitglied im Kulturrat der Evangelischen Landeskirche in Württemberg
- seit 2010 Mitglied im Kuratorium des Erich-Fromm-Preises

## Publikationen
- Naturwissenschaft und Glaube. Natur- und Geisteswissenschaftler auf der Suche nach einem neuen Verständnis von Mensch und Technik, Gott und Welt.  Scherz, Bern, München & Wien 1988.
- Die Gegenwart der Zukunft. Namhafte Wissenschaftler aller Richtungen zeigen Perspektiven für das Leben in den nächsten Jahrzehnten. Scherz, Bern, München & Wien 1991, ISBN 3502174458.
- (als Hrsg.) Kosmologie. Fragen nach Evolution und Eschatologie der Welt (= Religion, Theologie und Naturwissenschaft 2). Vandenhoeck & Ruprecht, Göttingen 2004, ISBN 3525569734
- Jonathan Meese und Helmut A. Müller in Sankt Maria Pfarr, Hospitalhof Stuttgart 2007, ISBN 3934320287
- (als Hrsg.) Evolution: Woher und Wohin. Antworten aus Religion, Natur- und Geisteswissenschaften (= Religion, Theologie und Naturwissenschaft 11). Vandenhoeck & Ruprecht, Göttingen 2008, ISBN 352556984X.
- Wie gewiss ist unser Wissen? Alles nur eine Mode der Zeit? Frank & Timme; 2012, ISBN 386596429X
- Philipp Haager, Phasis. Edition Hospitalhof Stuttgart 2011. Hrsg.: Helmut A. Müller. Texte: Frank Thorsten Moll, Helmut A. Müller. ISBN 978-3-86828-154-5
- Gesucht: Spirituelle Erfahrungsräume für Kunst und Religion. 25 Jahre Gegenwartskunst im Hospitalhof und in der Hospitalkirche Stuttgart. Edition Hospitalhof Stuttgart 2012. ISBN 978-3-934320-49-9.